# 奴隷

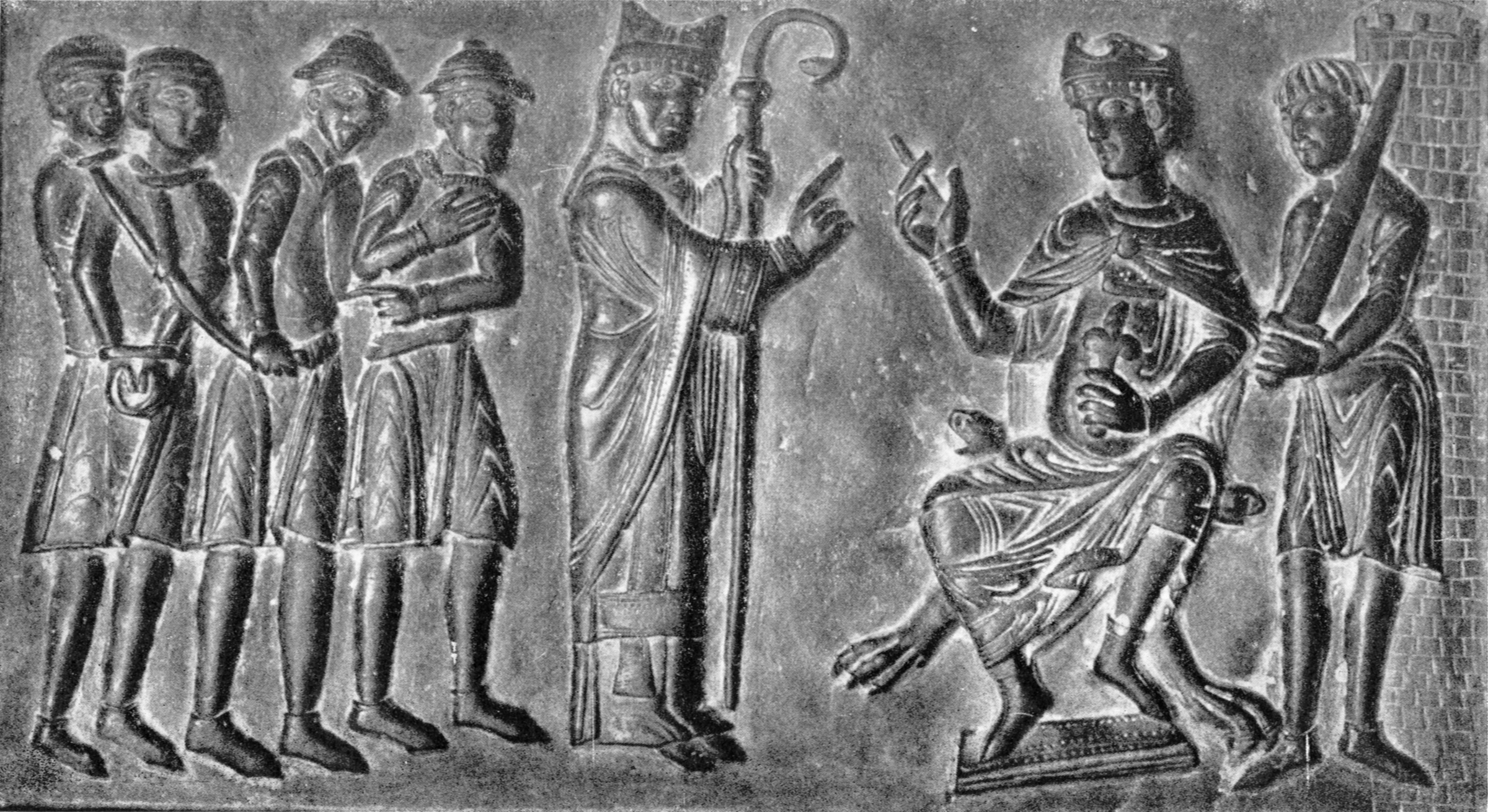
プラハのアダルベルト、ボヘミア公ボレスラフ2世に奴隷解放を嘆願

奴隷（どれい、英:slave）とは、人間でありながら人間としての名誉、権利・自由を認められず、他人の私有財産や所有物として取り扱われる人のことである。所有者の全的支配に服し、労働を強制され、譲渡・売買の対象とされた。奴隷を許容する社会制度を特に奴隷制という。
1948年に国際連合で採択された世界人権宣言にて、下記のように宣言された。

## 概説
あらゆる地域・時代の文献から、広範にその存在が確認され、その様態もさまざまである。定義は古代から議論の対象となっており、アリストテレスは「生命ある道具」と擁護し、ソフィストの奴隷制批判に反論した。マルクス主義においてはスターリンの定義が最もよく知られている。しかし福本勝清によれば多くの奴隷制は生産と必ずしも結びついていないか、生産様式や生産関係を規定づけるほど主要なものではなく、本質的には「自己の勢力を増やす手段であった」とする。パターソンによれば「生まれながらに疎外され、全体として名誉を喪失し…永続的かつ暴力的に支配される（人間の）こと」。
人種差別、性差別、幼児売買などは奴隷に固有のものではないが、多くの場合密接に関係していた。暴力と恐怖による支配が社会階層におよぶ場合農奴制や奴隷労働者の階級が形成された。

### 古代

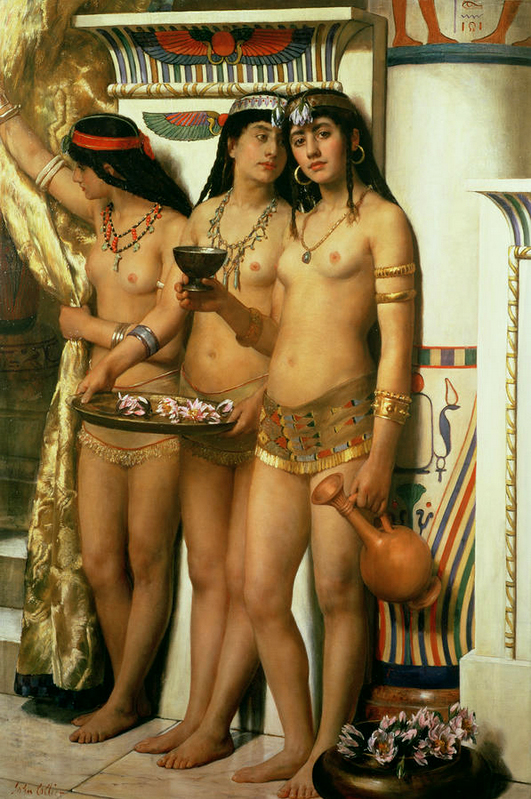
古代エジプトのファラオの奴隷（ジョン・コリア画）

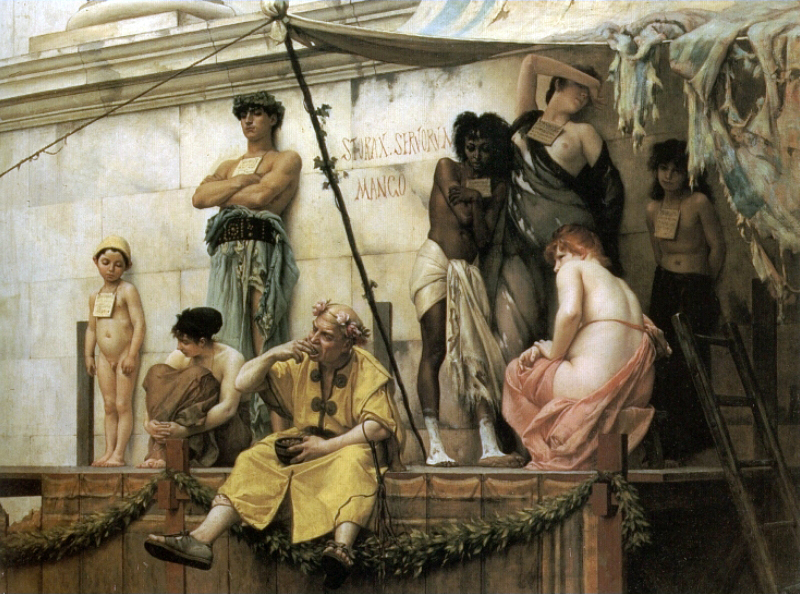
ギュスターヴ・ブーランジェの描いた奴隷市場

有史以来、人が人を所有する奴隷制度は世界中で普遍的に見られたが、風土・慣習・伝統の違いによる地域差も大きい。戦争の勝者が捕虜や被征服民族を奴隷とすることは、古代には世界中で程度の差はあるが普遍的に見られた。
典型として、古代ギリシア、古代ローマ、古代オリエントの社会があげられる。古代ローマでは奴隷労働に頼った大土地経営ラティフンディウムが存在した。
古代ギリシアのポリス間紛争では敗れた側の住民で成年男性は殺害され、女性や子供は奴隷にされた。ギリシャやローマの社会は奴隷制を基盤にしたものであったが、ギリシャ世界のポリスはスパルタを除けば奴隷の収奪を主要な目的とした社会組織ではなかった。奴隷交易はデロス島が著名であり、ストラボンの『地理誌』では1日に1万人以上を扱うことができたと記されている。
家庭内労働、鉱山、ガレー船員、軍事物資の輸送、神へ捧げる生贄などさまざまな場面において使用された。スパルタは大量のヘイロタイを農奴として使役した。共和政ローマでは征服地住民の多くが使役された が、奴隷によるプランテーションが中小自営農家の没落を招いた。大規模な奴隷反乱はスパルタ、ローマでしばしば見られた（メッセニア戦争、奴隷戦争）。
古代中国の殷では神への生贄に供するために用いられた。日本でも弥生時代に生口と呼ばれる奴隷的身分がすでに存在したとされる。また、日本に限らないが、中華王朝の周辺部族が皇帝に朝貢するときには、生口を貢物として差し出すことも珍しくはなかった。
古代のある時期、社会の主な労働力となっている体制を奴隷制と呼び、かつて唯物史観の発展段階論において、原始共産制以降から発展し封建制へと繋がる段階とされ、この解釈では、農業・荷役・家事などの重労働に従事することが多かったとされた。

### 近世
農業革命が達成された中国に於いては北宋（960年 - 1127年）以降、土地の囲い込みによる農奴の小作農化（賃労働化）が進んだ。

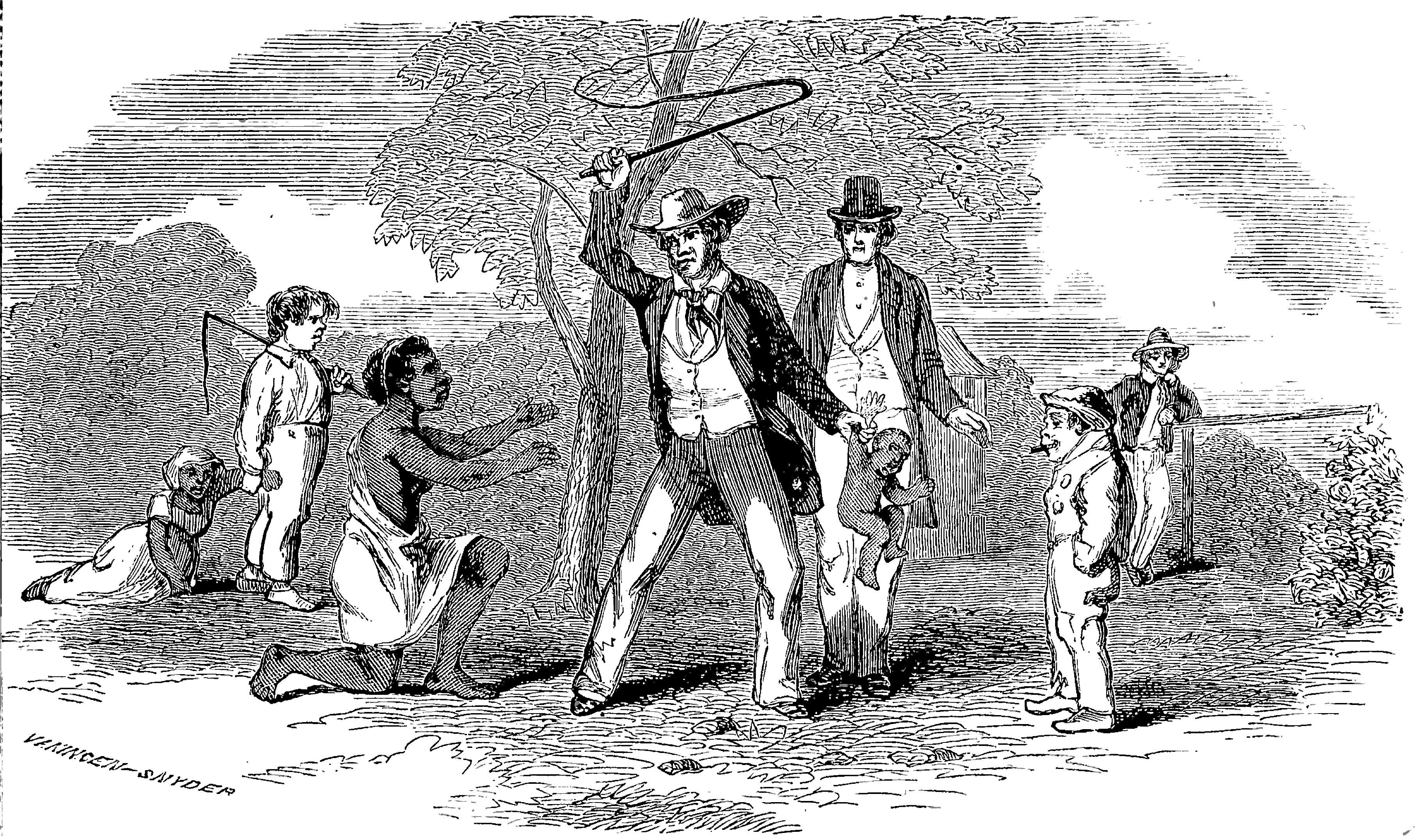
黒人奴隷を一本鞭で折檻する白人主人の図

西欧諸国では17世紀のペスト禍によって奴隷の価格や農奴の価値が上昇するにつれ、国民については厳格な階級制度が緩和され、農奴から小作人への身分転換が進んだ。しかし、国外については、商品購買層ではない人々（他人種）に対し奴隷貿易が続けられた。
15世紀以後、アメリカ大陸とカリブ海地域でアフリカ人の奴隷が大量に使用された。これは後に、人道上の大問題となった。
新大陸（南北アメリカ・オーストラリア）においては、移民の賃金労働者がより安価な労働力となり、労働力不足も発生していたため、奴隷解放後には元奴隷たちは安価な賃金労働者に再編された。

### 第二次世界大戦後
日本列島では米軍に由る民主主義化革命の一環として自作農化が執行された（農地改革）。
1949年に発効した国際連合の人身売買及び他人の売春からの搾取の禁止に関する条約や1957年に発効した奴隷制度廃止補足条約などそれに準じる各国の法規によって奴隷制度やトラフィッキングは現在は禁止されている。しかし、工業化の進んでいない発展途上国では、商品経済に飲み込まれながらもその対価が払えない貧困層が絶えず生まれ続け、それを供給源とする事実上の奴隷売買が公然と行われている地域がある。また、先進国・発展途上国の別によらず、暴力等によって拘束して売買し、性産業に従事させる犯罪が後を絶たず、非合法の奴隷とみなされる。世界には今でも2700万人が存在すると言われている。
2014年、過激派組織ISILはコーランの解釈に基づき奴隷制度の復活、運用を国際社会に公表している。
2015年、イギリスで奴隷状態が約1万人居るとされ現代奴隷法を制定した。
2019年、イギリスでポーランド人8人に現代奴隷法などの違反で禁固刑が言い渡された。被害者は約400人で欧州で過去最大規模の摘発となった。

## 欧米

### 古代

#### ギリシア
古代ギリシャ世界では、戦いや祭祀の際に捧げる犠牲、農作業、雑用役などの労働に非常に盛んに使用され、多くはないが家内工業における職人もいた。ポリス市民の得た閑暇は公的生活への参加に向けられ、労働は恥辱であることが公然と言明された。

#### ローマ
ギリシャと異なりローマ人は肉体労働そのものを卑しむ精神伝統はなかったが、報酬として金銭を要求する職業を卑賎なものとみなす習慣があった。そのため高い報酬を受け取るような職種であっても、彼らが担う場合も多かった。境遇はさまざまであり、後述の通り高待遇の者も存在した。
古代ローマは基本的には初期から滅亡まで奴隷制社会であるが、時代による変遷がみられる。共和制時代には小規模自営農が多数を占めていたが、そうした自営農もひとりかふたり程度の奴隷を持つことが普通であった。この時代は、後世ほどには悲惨な境遇ではなく、大切な労働力、貧しい農民にとっての「高価な財産」として扱われた。
共和政ローマが征服戦争を推し進めるにしたがって獲得機会が増えると共に、価格も下がり、大量に使役するラティフンディウムが拡大した。そうした「安価な財産」の待遇は酷いものであり、様々な記録の中で悲惨さが描かれているほか、鉱山においても酷使された。ローマは4度にわたって、大規模な叛乱を経験している。従来の城郭都市近郊の小規模自営農は経済的に没落する一方でパトリキ（貴族）やエクィテス（富裕層）は大土地所有と奴隷労働により富を蓄積した。一方で、無産階級に零落したローマ市民権を持つローマ人は都市に流入した。
ローマでも奴隷の大半は農業や鉱山で使役されたが、多種の仕事に解放奴隷や稀に奴隷も従事した。彼等は奴隷所有者である主人の判断によっては、労働内容にみあう技能教育をされることがあったと考えられている。また、ローマでは哲学や詩、歴史学などに熟達した高度技能を持つギリシア人奴隷が家庭教師として、他にも医術や算術（会計術）を身に付けた奴隷が医術師や会計役として重宝され高額で売買された。また官僚制が発達する以前においては、政治家が個人として所有する奴隷が、家産官僚の役割を担った（家産官僚制参照）。こういった高い教育を受けた知的労働に携わる奴隷は「高価な財産」として高待遇を受けていた。家庭教師は生徒（つまり主人の子弟）にちょっとした体罰を加えることもあったし、また属州総督が所有する奴隷は、属州民から見れば支配者階級の末端であった。商業を侮蔑し農業に立ち返ることを主張した大カトーも、能力のある奴隷を見いだして教育を受けさせ、高値で転売することに限っては、利殖として認めている。
しばしば虐待の対象となり、アウグストゥス時代の富豪（ローマ騎士）Publius Vedius Pollioは怒りにまかせ池に投げ込み、魚のエサにしたとの話がある。一方で、老年まで勤め上げた奴隷を奴隷身分から解放する主人もいた。時代が下がるとともに奴隷の境遇も改善され、帝政期の特に2世紀以降になると虐待の風潮に対して、いくつかの保護法が制定された。
コンスタンティヌス帝の319年の勅令においては主人は主人権を乱用し故意に奴隷を殺したときは主人を殺人罪に問うべしとした。これらは主に2世紀以降に出されたが、パクス・ロマーナにより戦争や略奪による奴隷の供給量が減少したことが影響している。したがって、上記の待遇緩和に先んじて、所有者が解放する人数に制限が加えられてもいる（アウグストゥス帝）。これによりラティフンディウムの制度は崩壊し、コロナートゥスに移行していった。
幸運に恵まれて解放奴隷身分になる者もおり、解放奴隷の子供の代になればローマ市民権を獲得する可能性が得られた、中にはペルティナクスのように皇帝になった者もいる。また債権者は返済不能となった債務者自身を奴隷として売却し貸付金を回収することが認められており、自由身分を喪失する者もいた。またローマには捨て子の習慣があり、拾われた子は奴隷となった。

### 中世
中世西北ヨーロッパでは羊毛、皮革、毛皮、蜜蝋程度しか、オリエントや東ローマに対して輸出できるものがなかったため、何世紀にもわたり奴隷は西北ヨーロッパから東ローマやアジアへの主要な輸出商品の一つであった。ヴェネツィア（特に年少のうちに去勢されたイタリア半島内の奴隷は、イベリア、東ローマ、イスラム世界で重宝された）、フィレンツェ、トスカーナ地方の富の蓄積は奴隷売買によるところが大きかった。また北アフリカやアンダルス・北イタリア・諸騎士団の海賊は、しばしば南欧の住民や地中海沿岸の敵対する勢力の住民を襲って拉致し、売っていた。これは西ヨーロッパと隣接する東ローマ社会では宮廷から生産労働まで大量の需要があり、またイスラム社会においては奴隷を必要とする社会でありながら、自由民を奴隷階級に落すことが禁じられ戦争捕虜や売買によって外部から供給を受けるしか方法がなかったからである。
西ヨーロッパの内部においては、上述の通り古代末期においてラティフンディウムの崩壊により奴隷の使用は少なくなる一方、コロナートゥスの進展により農奴と呼ばれる労働・居住の自由を持たない奴隷的な小作人が数多く存在した。

### 近世・近代
16世紀から19世紀にかけて、アフリカ諸地域から輸出された黒人奴隷（奴隷貿易）は、主に奴隷貿易を行っていたヨーロッパ諸国の植民地や交易地域などで労働力として用いられた。特に、南北アメリカ大陸では、プランテーション農業などの経済活動に、無償で従事させられた。北米においては最初先住民族のインディアンの奴隷化が試みられたが、彼らは社会の発展段階がまだ氏族社会の段階にあり、定住した勤労には不適で、農耕労働は強制力をもってしても強いることは出来なかった。奴隷貿易に参加した国はポルトガル、スペイン、オランダ、イギリス、フランス、デンマーク、スウェーデン、北アメリカの欧米諸国である。奴隷商人は、ヨーロッパから安物のビー玉、火器（銃器）、木綿製品を積載してアフリカ・ギニア湾岸に到り、海に面した国に上陸した。そこで、内陸国と交戦した海洋国と交渉し、彼らが捕虜にした黒人奴隷と交換し、奴隷を北米大陸や西インド諸島で売り飛ばした。次にその金で土地の砂糖、綿花、タバコ、コーヒーなどの亜熱帯農産物を積み、ヨーロッパに帰ってくるのである。この貿易システムを三角貿易という。奴隷貿易で最盛期を迎えるのは18世紀である。推計では16世紀は90万人、17世紀は300万人、18世紀は700万人、19世紀は約400万人が売買されたといわれている。概算1500万人と言われているが、多数の奴隷船の一次記録の調査により、大西洋横断中の死亡率は13%程度であると想定され、近年では最大でも1100万人程度と推定されている。ただし、アフリカにおいて、ヨーロッパの奴隷貿易業者の手に渡るまでの期間の死者、即ち現地アフリカの勢力が奴隷狩り遠征その他の手段によってかき集めてから、ヨーロッパの業者に売られるまでの期間にどれだけの死者が出ていたかは調べられていない。
アメリカ大陸において民主主義の進展により市民が自由を得て、かつ君主もいなくなる一方で、人種差別と相まって奴隷の境遇が悲惨なものとなり、北アメリカでは奴隷は子孫に至るまで奴隷身分として固定されてしまい（one-drop rule「黒人の血が一滴の血でも混ざれば白人とはみなさない」）、自由民と奴隷の格差が非常に顕著になったのである。南アメリカにおいては、混血児に対する扱いは北アメリカより寛大で、父親が認知すれば相続権も与えられた。
なぜ近代社会に入って奴隷制が容認されたのかという理由は、福音や旧約聖書に奴隷制度を容認すると解せる記述があることが根拠とされ（当然、聖書の記述は古代社会であるにもかかわらず）、これを文字通り近代社会に当てはめうるとの解釈を強引に行ったからである。これに対しほとんどの教会や牧師もこのこじつけの論理を黙認した。ジョージア州などでは、奴隷に読み書きを教えることは違法となっていた。
アメリカ合衆国では、南北戦争の時代にリンカーン大統領（→奴隷解放宣言）によって、奴隷制度が廃止されたが、大半の黒人は1971年まで、「選挙権はあるが投票権がない」状態だったなど、政治的な権利の制限は長く続いた（公民権運動、外部リンク参照）。19世紀における奴隷解放運動の活動家にはフレデリック・ダグラスなどがいた。
なお、中世・近世のように西ヨーロッパから東欧や西アジアへ奴隷が輸出されるような状況は、17世紀の人口減少による奴隷価格の高騰や西欧社会が再び奴隷を使用する社会となるにつれ減少していくが、北アフリカの海賊（バルバリア海賊）がヨーロッパ人を拉致して奴隷として売る状況は、1830年のフランスによるアルジェリア征服まで続いた。逆に、キリスト教徒海賊がギリシャやイスラム世界から拉致した奴隷を購入する事例もあった。

## イスラム文化圏
西アジアなどイスラム社会では奴隷の扱いは、比較的穏やかであった。10世紀から19世紀初頭にかけてトルコとアラビア半島を中心とするイスラム世界に存在した奴隷出身の傭兵（マムルーク）らは歴史上重要な役割を果たしている。

## 中国
古代中国において「奴隷」に比定する身分は多々あって呼称もさまざまだが、一般民との差異的な意味で、労働に関する制約がほとんどで西欧の農奴に近いと一概的に言える。もちろん「賎民」などの呼称に見られるように、蔑まれることはあったものの、
- 首郷侯段勝、婢を殺すに坐して国を除かれけり（首郷侯の段勝が、女奴隷を殺した罪により領地を没収された。）『東観漢記』

- 莽の子の獲が奴を殺し、莽は獲を切に責め、自殺を令ずる（王莽の子の王獲が奴隷を殺す事件を起こすと、王莽はそれを厳しく責め立て、王獲に自殺を命じた。）『漢書・王莽伝』

などの記録のように、古代中国は欧州とは異なり、奴隷も法的保護下に置かれ、それに対する犯罪は罰されることが多かった。また、奴隷の身分から大将軍にまで上り詰めた前漢の衛青の例のように、身分の区切りも強固なものではなく、奴隷身分からの脱却も欧州世界ほど困難なものではなかった。

### 歴史
古代中国の殷王朝は戦争奴隷を労働力・軍事力の基盤として、また葬礼や祭祀における犠牲として、盛んに利用していた。殷王朝までは奴隷制社会であったことは定説となっているが、いつまでであったかは諸説あり、奴隷制から封建制に変革されたとされる周王朝の易姓革命、ないしは、殷王朝程ではないにせよ実質的には奴隷が生産力となっていた春秋時代までと考えられる範疇として議論されている。いずれにせよ、中原とは文化の異なる民族（蛮夷戎狄）との戦争で捕虜とした奴隷が労役に就かされたと考えられている。後漢末期・魏晋南北朝以来の貴族制下では、律令により賎民に区分された雑戸官戸や奴婢などの農奴と奴隷が政府や勢家の下に多く存在していた。宋王朝以降は官奴婢が禁止されたが、私奴隷は清王朝の時代まで少数ながら存在した。基本的には罪を犯した者が奴隷身分へ落とされ、欧州でいう所の農奴や官営工場の職人として強制的に有償労働へ就かされた。

## インド
インドのカースト制を代表とする身分制度のうち、シュードラやダーサを奴隷と訳すこともあるが、所有・売買の対象という意味では定義から外れる。他のカーストの下に置かれたことから奴隷の名を宛てる者もいる。時代による変遷があるため、ギリシャ人やローマ人が記録を残した時代のものは、家内奴隷で待遇もそれほど劣悪ではなく、ギリシャ人やローマ人の目に奴隷と映らなかったようである。

## 日本

### 定義
日本において奴隷とは明治以降にSlaveの訳語として充てられるようになった単語であり、それ以前は奴婢と称した。
日本の奴隷に関しては、マルキシズム史家との間にはなはだしい見解の相違が起こっており、歴史家によって、「奴隷制」という言葉の定義を異なって解釈したまま議論するために、定義が定まっていない。

### 歴史と変遷

#### 古代
古代の日本に奴隷が存在していたかについては意見の不一致が存在しており、とくに、マルキシズム史家との間では奴隷の下限について大きな意見の相違がある。
中国の歴史書である魏志倭人伝に、倭国（後の日本とする説もある）から献上されたとの記述がある「生口」を奴隷ではないかとする主張もあるが、生口は、奴婢とは異なる身分呼称であるとされている。石沢徹は、博士や高僧を文化使節として派遣する場合にも「わが朝廷に献上した」と表現されているため、「献上した」ということをもって、生口を奴隷であると断定することもできない、と述べている。

#### 縄文・弥生時代
一説には、すでに縄文時代に存在していたとされるが、歴史文書に初めて登場するのは弥生時代であり、『後漢書』の東夷伝に、「倭国王・帥升が、生口160人を安帝へ献上した」（西暦107年）という趣旨の記録がある。また、いわゆる『魏志倭人伝』にも、邪馬台国の女王・卑弥呼が婢を1000人侍らせ、西暦239年以降、魏王へと生口を幾度か献上した旨の記述がある（ただし、「生口」は奴隷の意味ではないと解釈する説もある）。

#### 古墳時代
古墳時代に入ると、ヤマト王権によって部民制（べみんせい）が敷かれ、子代部（こしろのべ）、名代部（なしろのべ）、部曲（かきべ）などの私有民もしくは官有民が設けられた。部民制は、飛鳥時代の大化の改新によって、中国の唐帝国を模した律令制が導入されるまで続いた。

#### 飛鳥・奈良・平安時代
大化の改新により、随唐の制度を採用したことで、奴隷的な「奴婢」というものが発生した。ただし、随や唐と比較して、賤民に対する差別感が徹底したものではないという特徴があった。奴婢である賤民は、全人口の5%程度という過小な人数であったため、賤民の存在をもって労働者階級と呼ぶことには無理があり、「奴隷経済社会」は存在していない。
日本の律令制度では、人口のおよそ5%弱が五色の賤とされ、いずれも官有または私有の財産とされた。そのうち、公奴婢（くぬひ）と私奴婢（しぬひ）は売買禁止ではあったが、まれに売買されることもあった。この2つの奴婢身分は、平安時代前期から中期にかけての公地公民の律令制度の解体と、荘園の拡大の中で寺社領に於いては減っていったが、皇家や公家の荘園では依然として存在し続けた。五色の賎は百姓の中かなりの割合（3分の1）を占め、良民との結婚などに制限があったが、良民の3分の1の口分田が班給されており、これらは中世以降の小作人や欧州の農奴に近い存在であった。ヤマト王権に恭順した蝦夷である俘囚には戦争捕虜も含まれており、そのまま兵士として動員された。また蝦夷もヤマト王権との戦争により戦争捕虜を得ていたが、蝦夷の捕虜となった和人の子孫なども混在していたとされる。
五色の賎には奴婢が規定され、朝廷が所有し76歳を越えると良民として解放される公奴婢（くぬひ）、民間所有のものを私奴婢（しぬひ）と言い、子孫に相続させることが可能であった。日本の律令制下における奴婢の割合は、全人口の10～20%前後だった とされ、五色の賤の中では最も多かった。
飛鳥時代、丁未の乱（ていびのらん）で物部氏が滅ぼされた時、物部守屋の子孫従類273人が四天王寺の奴婢にされたとの記述が四天王寺御手印縁起、伝暦、御記、太子物、今昔物語、扶桑略記、元亨釈書等にあり通説となっている。
日本書紀によると奴（奴隷等の使用人、奴国、倭奴などにも使われた蔑称）との記述のみのため、後世の脚色だとする神野清一の異説もあるが、日本書紀に脚色が入る可能性は想定されていない。聖徳太子伝暦では「奴」ではなく「子孫資財」としている。通説では丁未の乱で物部の子孫が絶えず、奴婢に零落して生き続けたからこそ美化された伝説でなく、奴婢として記録に残ったという。
続日本紀には、聖武天皇、孝謙天皇、称徳天皇の仏教主義の御代に、多くの奴婢が解放されて良民（奴婢ではない身分）となったり、官奴が宿禰・朝臣の位を賜ったり、奴婢が爵を賜ったり、奴婢が姓を賜ったり、犯罪を犯して賤民となった民が良民となった事例などが記載されている。
平安時代後期に、日本が中世へと移行すると、社会秩序の崩壊にしたがって人身売買が増加し、「略人」、「勾引（かどわかし）・人勾引（ひとかどい）」や「子取り」と称する略取も横行した。また、貨幣経済の発展に伴って、人身を担保とする融資も行われた。こうして、様々な事情で自由を失った人々が下人となり、主人に所有され、売買の対象になった。有名な『安寿と厨子王（山椒大夫）』の物語は、この時代を舞台としている。このように、中世には人身売買が産業として定着し、略取した人間を売る行為は「人売り」、仲買人は「人商人」（ひとあきびと）や「売買仲人」と呼ばれた。また、奴婢が主人から逃亡することは財産権の侵害とみなされ、これも「人勾引」と称された。下人が夫婦を形成し子をなす場合、その子も主人の下人となり身分が世襲される譜代下人などが構成された。

#### 鎌倉・室町・戦国・安土桃山時代
自力救済の時代である中世日本では、人身売買は民衆にとって餓死を免れるセーフティーネットとしての面も持つ行為であった。身売りすることで近い将来に餓死することだけは避けえたからである。鎌倉時代に寛喜の飢饉と呼ばれる飢饉が発生した際に多くの人々が自身や妻子を身売りして社会問題となった。そのため、鎌倉幕府は1239年になって人身売買の禁止を命じるとともに、例外として飢饉の際の人身売買とそれに伴う奴婢の発生は黙認する態度を示した（『吾妻鏡』延応元年4月13日・5月1日条）。なお、災禍が治った後、親が買い戻すこともみられたが、その際には身売り時よりも相当の高額を要求されることが容認されていた。
貞永元年8月10日（1232年8月27日）に制定された御成敗式目では奴婢とその子供の所有権に関する定めがある。
御成敗式目（室町末期版）にも同様の記述がある。奴婢雑人については（逃亡等により）10年以上放置すれば（人返しされなければ）無効になることが定められている。
「天文・永禄のころには駿河の富士の麓に富士市と称する所謂奴隷市場ありて、妙齢の子女を購い来たりて、之を売買し、四方に輸出して遊女とする習俗ありき」と言う。
その後、元帝国と高麗の連合軍が壱岐・対馬と九州北部に侵攻し（元寇）、文永の役では、捕らえられた日本人の婦女子およそ200人が、高麗王に奴婢として献上された。国内においては、鎌倉幕府や朝廷は、人身売買や勾引行為に対して、顔面に焼印を押す拷問刑を課したこともあった。しかし、14世紀以降、勾引は盗犯に準ずる扱いとされ、奴婢の所有は黙認された。南北朝時代として知られる内戦期になると、中央の統制が弱まって軍閥化した前期倭寇が、朝鮮や中国で人狩りを行った。惣村社会では境界紛争の解決にしばしば下手人として奴婢を利用した。
いわゆる戦国時代には、戦闘に伴って「人取り」（乱妨取り）と呼ばれる略取が盛んに行われており、日本人奴隷は倭寇やポルトガル商人を通して東南アジアなどにも輸出された。軍資金を求めて領主が要求した増税は、国民の貧困化を招き、多くの日本人が奴隷制を生き残るための代替戦略として捉えた。
1514年にポルトガル人がマラッカから中国と貿易を行って以来、ポルトガル人が初めて日本に上陸した翌年には、マラッカ、中国、日本の間で貿易が始まった。中国は倭寇の襲撃により、日本に対して禁輸措置をとっていたため、日本では中国製品が不足していた。当初、日本との貿易は全てのポルトガル商人に開かれていたが、1550年にポルトガル国王が日本との貿易の権利を独占した。以降、年に一度、一隻に日本との貿易事業の権利が与えられ、日本への航海のキャプテン・マジョールの称号、事業を行うための資金が不足した場合の職権売却の権利が与えられた。船はゴアを出航し、マラッカ、中国に寄港した後、日本に向けて出発した。南蛮貿易で最も価値のある商品は、中国の絹と日本の銀であり、その銀は中国でさらに絹と交換された。
1537年のスブリミス・デウスにおいて教皇パウルス3世はアメリカ先住民の奴隷化を無効だと宣言していたが、1541年のポルトガル船来航以降にも奴隷貿易が行われてきた。日本マカオ間の定期航路の開通にともない行われた奴隷貿易に対して、1560年代以降、イエズス会の宣教師たちは、ポルトガル商人による奴隷貿易が日本におけるキリスト教宣教の妨げになり、宣教師への誤解を招くものと考えた。ポルトガル国王に日本での奴隷貿易禁止の法令の発布を度々求めており、ポルトガル王セバスティアン1世は1571年に禁止を命令した。
ポルトガル王による1571年の人身売買禁止までの南蛮貿易の実態だが、1570年までに薩摩に来航したポルトガル船は合計18隻、倭寇のジャンク船を含めればそれ以上の数となる。実際に取引された奴隷数については議論の余地があるが、反ポルトガルのプロパガンダの一環として奴隷数を誇張する傾向があるとされている。記録に残る中国人や日本人奴隷は少数で貴重であったことや、年間数隻程度しか来航しないポルトガル船の積荷（硫黄、銀、海産物、刀、漆器等）の積載量、奴隷と積荷を離すための隔離区間、移送中の奴隷に食料・水を与える等の輸送上の配慮から、ポルトガル人の奴隷貿易で売られた日本人の奴隷は数百人程度と考えられている。16世紀のポルトガルの支配領域において東アジア人の奴隷の数は「わずかなもの」で、インド人、アフリカ人奴隷の方が圧倒的に多かった。
関白の豊臣秀吉は、天正15年（1587年）バテレン追放令でこれを禁じたとされるが、実際に発布された追放令には人身売買を禁止する文が前日の覚書から削除されており、追放令発布の理由についても諸説ある。天正18年（1590年）4月、豊臣秀吉は上杉景勝らの人身売買を禁止、同年8月、宇都宮国綱に人身売買の禁止と百姓などを土地に縛りつけ、他領に出ている者を返すことを命じ、労働供給の安定を図っており、人身売買や百姓の逃散、欠落の禁止による人口流出の防止が豊臣秀吉の経済財政政策における基本方針だったとする説がある。伴天連追放令後の1589年（天正17年）には日本初の遊郭ともされる京都の柳原遊郭が豊臣秀吉によって開かれたが、遊郭は女衒などによる人身売買の温床となった。バテレン追放令後の天正19年（1591年）、教皇グレゴリウス14世はカトリック信者に対してフィリピンに在住する全奴隷を解放後、賠償金を払うよう命じ違反者は破門すると宣言、在フィリピンの奴隷に影響を与えた。
デ・サンデ天正遣欧使節記では、同国民を売ろうとする日本の文化・宗教の道徳的退廃に対して批判が行われている。
デ・サンデ天正遣欧使節記はポルトガル国王による奴隷売買禁止の勅令後も、人目を忍んで奴隷の強引な売り込みが日本人の奴隷商人から行われたとしている。
デ・サンデ天正遣欧使節記は、日本に帰国前の千々石ミゲルと日本にいた従兄弟の対話録として著述されており、物理的に接触が不可能な両者の対話を歴史的な史実と見ることはできず、フィクションとして捉えられてきた。遣欧使節記は虚構だとしても、豊臣政権とポルトガルの二国間の認識の落差がうかがえる。
天正14年（1586年）『フロイス日本史』は島津氏の豊後侵攻の乱妨取りで拉致された領民の一部が肥後に売られていた惨状を記録している。『上井覚兼日記』天正14年7月12日条によると「路次すがら、疵を負った人に会った。そのほか濫妨人などが女・子供を数十人引き連れ帰ってくるので、道も混雑していた。」と同様の記録を残している。天正16年（1588年）8月、秀吉は人身売買の無効を宣言する朱印状で
と、天正16年（1588年）閏5月15日に肥後に配置されたばかりの加藤清正と小西行長に奴隷を買ったものに補償をせず「買い損」とするよう通知している。同天正16年（1588年）同様の命令があったことが島津家文書の記録として残っている。

##### アジア人奴隷
ヨーロッパやイスラム世界と異なり、異民族を拉致したり、異民族の奴隷商人から購入し、奴隷として使役すると言うことはなかったが、倭寇などの行き来やヨーロッパとの通商を機会に、日本人以外の奴隷の例が見られる。
倭寇の奴隷貿易
前期倭寇は朝鮮半島、山東・遼東半島での人狩りで捕らえた人々を手元において奴婢として使役するか、壱岐、対馬、北部九州で奴隷として売却したが、琉球にまで転売された事例もあった。福建や広東の沿岸の多数の中国人を中心に日本人やポルトガル人やスペイン人も加わった後期倭寇はさらに大規模な奴隷貿易を行い、中国東南部の江南、淅江、福建などを襲撃し住人を拉致、捕らえられたものは対馬、松浦、博多、薩摩、大隅などの九州地方で奴隷として売却された。1571年のスペイン人の調査報告によると、日本人の海賊、密貿易商人が支配する植民地はマニラ、カガヤン・バレー地方、コルディリェラ、リンガエン、バターン、カタンドゥアネスにもあった。乱妨取りや文禄・慶長の役（朝鮮出兵）により奴隷貿易はさらに拡大、東南アジアに拠点を拡張し密貿易も行う後期倭寇によりアジア各地で売却された奴隷の一部はポルトガル商人によってマカオ等で転売され、そこからインドに送られたものもいたという。イエズス会は倭寇を恐れており、1555年に書かれた手紙の中で、ルイス・フロイスは、倭寇の一団から身を守るために、宣教師たちが武器に頼らざるを得なかったことを語っている。
鄭舜功の編纂した百科事典『日本一鑑』は南九州の高洲では200 - 300人の中国人奴隷が家畜のように扱われていたと述べている。奴隷となっていた中国人は福州、興化、泉州、漳州の出身だったという。
歴史家の米谷均は蘇八の事例を挙げている。蘇は浙江の漁師で、1580年に倭寇に捕らえられた。蘇は薩摩の京泊に連れて行かれ、そこで仏教僧に銀四両で買い取られた。2年後に彼は対馬の中国人商人に売られた。6年間、対馬で働き、自由を手に入れた蘇は、平戸に移り住んだ。平戸では、魚や布を売って生活していた。そして1590年、中国船でルソン島に渡り、翌年、中国に帰国することができたという。
文禄・慶長の役
文禄・慶長の役では、臼杵城主の太田一吉に仕え従軍した医僧、慶念が『朝鮮日々記』に
と記録を残している。渡邊大門によると、最初、乱取りを禁止していた秀吉も方向転換し、捉えた朝鮮人を進上するように命令を発していると主張している。
多聞院日記によると、乱妨取りで拉致された朝鮮人の女性・子供は略奪品と一緒に、対馬、壱岐を経て、名護屋に送られた。
薩摩の武将・大島忠泰の角右衛門という部下は朝鮮人奴隷を国許に「お土産」として送ったと書状に書いている。

##### アフリカ人奴隷
弥助
弥助（弥介）という名のポルトガル人宣教師のアフリカ系の奴隷，従者が、戦国大名の織田信長と宣教師に召し連れられて謁見した。家忠日記によると、弥助は宣教師から信長に献上されたという。気に入られたのかどうか判らないが、扶持を与えられ信長個人に仕えた記録が残る。堂々たる体格と筋骨隆々で十人力以上の怪力を誇った。弥助を捕らえた明智光秀は
として教会に送り届けるよう指示した。

#### 江戸時代
日本においては、中世に始まる下人が年季奉公の形を取り始めるのが江戸期であり、農村奉公人、武家奉公人、町家奉公人などの種類によって分けられる。江戸時代の代表的奉公には、子子孫々に至るまでの事実上の永代の身売りである譜代奉公、身代金を支払って請戻す本金返年季奉公、借金の担保に人質として奉公人を金主に渡し質流になれば譜代奉公に転じる質物奉公、そして年季を定めた普通の年季奉公があった。短期的な労働力を提供する種類である出替奉公とは別に、丁稚等の奉公は10年〜20年に及び､徒弟奉公も10年内外に及ぶのが普通だった。
江戸時代前期の年季奉公の主流は奴婢・下人の系統を引くもので、奉公人は人身売買の対象となった｡
元和2年（1616年）江戸幕府は高札で人身売買を禁止、元和4年に禁制を繰り返し、元和5年（1619年）12箇条の人身売買禁止令を発布、寛永4年（1627年）正月にも人身売買禁止令をだすなど、人身売買の禁令は豊臣秀吉以降も繰り返し行われた。等々、江戸幕府は法律上は営利的な人の売買を禁止したが、それは所持する奴隷を営利的に他者へ売買する取引に関したもので先祖からの奴隷は引続き奴隷であったし、親族である父や兄が子弟を売ることは年季買いであれば非合法でなかった。徳川幕府の法では、主人と奉公人との関係は封建的主従関係に基づく忠誠が最優先され、主人は奉公人に対して私的制裁権を持ち、公儀の法的保護は奉公人に適用されず奉公人は主人を訴えることが許されない、封建的主従関係であった｡
形式的には年数の限られた人身売買である年季奉公が増えると譜代下人（または譜代奉公人）としての男性の売買は江戸時代中期（十七世紀末）には減少したが、実態や実質的には永年季奉公と成る事も多く、また売春を生業とした遊女や飯盛女の勤奉公ではいくつかの点で人身売買要素がより濃厚に残存した。
1. 家長権を人主から雇い主へ委譲
2. 転売の自由
3. 身請け・縁付けの権利を雇い主に委譲
4. 死亡後の処置も雇い主へ一任

中田薫は「奴婢所有権の作用にも比すべき、他人の人格に干渉し、其人格的法益を処分する人法的支配を、雇主の手に委譲して居る点に於て、此奉公契約が其本源たる人身売買の特質を充分に保存する」として「身売的年季奉公契約」と名付けた。
幕府は元禄11年（1698年）には年季制限を撤廃して永年季奉公や譜代奉公（永代の奉公）を容認した。
江戸時代に勾引は死罪とされ、新規の奴隷身分も廃止されたが、年貢を上納するための娘の身売りは、前借金を伴う年季奉公の形で認められた。「人買」（ひとかい）は、こうした遊女の売買を行う女衒を指す語として、この時代に一般化したものである。
なお、刑罰（身分刑）として奴隷的身分に処するものとして、江戸幕府下においては「非人手下」や「奴刑」が残り、各藩においても同様の刑罰が残った。
江戸時代の平均的農民は幕藩領主によって土地緊縛されているところから、広義における農奴と規定する定説が認められている。地主と世襲的な借家・小作の関係にある譜代下人等も存在し、これらは狭義の奴隷である。地方によっては家抱、門屋、庭子、内百姓、名子と呼ばれ、強い隷属性を特徴とし、村内では無高の水呑百姓や農奴たる小作人よりも低い身分だった。また名主の傍系家族等の名主家族そのものを広義の農奴の一存在形態とする見解もある。

#### 明治・大正・昭和前期
明治5年（1872年）に横浜港で発生したマリア・ルス号事件では、国際紛争を引き起こす懸念が政府内にあったが、外務卿の副島種臣は人道主義と日本の主権独立を主張し、助けを求めた清国人の苦力らを奴隷と認定し解放している。1872年、芸娼妓の年季奉公が人身売買であるとの認識から「芸娼妓解放令」を出した。「遊女・芸者、その他種々の名目にて年期を限」るのはアメリカ合衆国の「売奴」と変わらないとし、遊女・芸妓等の人身売買を禁止するよう提議した。また、それより以前の1870年には、外国人への児童の売却を禁ずる太政官弁官布告が出された。
芸娼妓解放令が有名無実なものとなると人身売買に対する法的規制が後退し、他人を売るより子孫を売る方が罪が軽く「和売」が行われていた。明治から昭和にかけての人身売買について牧英正は、農村の慢性的貧困、父権の強さが人身売買を発生させる温床となる構造上の理由を説明している。

明治の日本では、女性を騙して海外へ連れ出し売春させるという手口が多発していた。
19世紀から20世紀初頭にかけて、日本の売春婦が中国、日本、韓国、シンガポール、インドなどのアジア各地で人身売買されるネットワークがあり、当時「黄色い奴隷売買」として知られていた。「からゆきさん」とは、19世紀末から20世紀初頭にかけて、貧困にあえぐ農村から、東アジア、東南アジア、シベリア（ロシア極東）、満州、インドなどに人身売買され、中国人、ヨーロッパ人、東南アジア原住民などさまざまな人種の男性に売春婦として性的サービスを提供した日本人の少女・女性のことである。中国での日本人売春婦の経験は、日本人女性の山崎朋子の著書に書かれている。
朝鮮や中国の港では日本国民にパスポートを要求していなかったことや、「からゆきさん」で稼いだお金が送金されることで日本経済に貢献していることを日本政府が認識していたことから、日本の少女たちは容易に海外で売買されていた。明治日本の帝国主義の拡大に日本人娼婦が果たした役割については、学術的にも検討されている。
バイカル湖の東側に位置するロシア極東では、1860年代以降、日本人の遊女や商人がこの地域の日本人コミュニティの大半を占めていた。黒海会（玄洋社）や黒龍会のような日本の国粋主義者たちは、ロシア極東や満州の日本人売春婦たちを「アマゾン軍」と美化して賞賛し、会員として登録した。またウラジオストクやイルクーツク周辺では、日本人娼婦による一定の任務や情報収集が行われていた。
1890年から1894年にかけて、シンガポールは村岡伊平治によって日本から人身売買された3222人の日本人女性を受け入れ、シンガポールやさらなる目的地に人身売買される前に、日本人女性は数ヶ月間、香港で拘束されることになった。日本の役人である佐藤は1889年に、長崎から高田徳次郎が香港経由で5人の女性を人身売買し、「1人をマレー人の床屋に50ポンドで売り、2人を中国人に40ポンドで売り、1人を妾にし、5人を娼婦として働かせていた」と述べている。佐藤は女性たちが「祖国の恥に値するような恥ずかしい生活」をしていたと述べている。
オーストラリア北部にやってきた移民のうち、メラネシア人、東南アジア人、中国人はほとんど男性で、日本人は女性を含む特異な移民集団だった。西豪州や東豪州では、金鉱で働く中国人男性に日本人のからゆきさんがサービスを提供し、北豪州のサトウキビ、真珠、鉱業周辺では、日本人娼婦がカナカ族、マレー人、中国人に性的サービスを提供していた。
日本人娼婦は1887年に初めてオーストラリアに現れ、クイーンズランド州の一部、オーストラリア北部、西部などオーストラリアの植民地フロンティアで売春産業の主要な構成要素となり、大日本帝国の成長はからゆきさんと結びついた。19世紀後半、日本の貧しい農民の島々は、からゆきさんとなった少女たちを太平洋や東南アジアに送り出した。九州の火山性の山地は農業に不向きで、両親は7歳の娘たちを長崎県や熊本県の女衒に売り渡したが、5分の4は本人の意志に反して強制的に売買され、5分の1だけが自らの意志で売られていった。
人身売買業者が彼女たちを運んだ船はひどい状況で、船の一部に隠されて窒息死する少女や餓死しそうになる少女もおり、生き残った少女たちは香港、クアラルンプール、シンガポールで娼婦としてのやり方を教えられ、オーストラリアなど他の場所へ送られた。

#### 第二次世界大戦終結後から現在
戦後は日本国憲法が発布され、日本国憲法第18条にて国民に対し奴隷制度を禁じた。
第二次世界大戦直後は、未成年者が前借金で事実上売買され、作男や農業手伝いに従事する例が目立った。1950年に特殊飲食街が各地で形成され始めると売春婦として送り出されるケースが55%（前年は2%）に急上昇。次いで紡績女工、子守、女中が続いた。身売り元の多くは東北地方で、受け入れ地は東京都、埼玉県などであった。
外国人技能実習制度が現代の奴隷制度と揶揄されている。

## 昆虫
ハチやアリなどの社会性昆虫にも、人間の奴隷制と似た社会的行動をとるものがある。サムライアリは強力な軍隊（兵隊アリ）を持つが、労働力（働きアリ）はなく、自分では女王蟻や幼虫の世話も、巣作りや餌集めもできない。そこでクロヤマアリの巣を襲撃し、蛹や働きアリを強奪して自分の巣に運び、巣を支える奴隷として死ぬまで労働させる。